# یواس‌اس لاب (دی‌دی-۶۱۳)
یواس‌اس لاب (دی‌دی-۶۱۳) (به انگلیسی: USS Laub (DD-613)) یک کشتی بود که طول آن ۳۴۸ فوت ۲ اینچ (۱۰۶٫۱۲ متر) بود. این کشتی در سال ۱۹۴۲ ساخته شد.